# Đấu tranh bất bạo động
Đấu tranh bất bạo động là một hình thức đấu tranh không dùng vũ khí nhưng dùng số đông quần chúng và chính nghĩa của họ làm sức mạnh để áp lực và hóa giải một thế lực mạnh hơn gấp nhiều lần .
Mahatma Gandhi được coi như là người đầu tiên áp dụng thể đấu tranh này để giải phóng dân tộc Ấn Độ ra khỏi sự đô hộ của Anh mà dân Ấn không phải hy sinh một giọt máu nào cho sự độc lập của quốc gia họ.  Đấu tranh bất bạo động cũng được biết đến từ cuộc nổi dậy của sắc dân da đen ở Mỹ, lãnh đạo bởi Tiến sĩ Martin Luther King, và cũng đã được nhiều dân tộc trên thế giới áp dụng như tại các nước Đông Âu như những cuộc biểu tình vào ngày thứ hai tại Leipzig, hay cuộc Cách mạng Nhung tại Tiệp khắc và hằng loạt các nước khác trong khối Liên Bang Xô Viết cũ, dẫn đến sự tan rã của Xô Viết .
Đây là một phương pháp đấu tranh bất bạo động nhưng không thụ động. Nó không phải là không hành động. Nó là hành động không dùng bạo lực, nhưng đòi hỏi sự kiên trì và quyết tâm cao độ, đòi hỏi một chính nghĩa để có được sự ủng hộ của số đông.

## Các ứng dụng của đấu tranh bất bạo động
Đấu tranh bất bạo động có thể và đã được dùng để:
1. Để cải thiện một khiếm khuyết trong xã hội như các cuộc đình công của công nhân [3]  hay bày tỏ một quan điểm của mình về một vấn đề như vụ chủ quyền Hoàng Sa & Trường Sa[4]
2. Để lật đổ một nhà độc tài, một thể chế chính trị không vừa lòng dân: có phạm vi rộng lớn, với sự tham gia của nhiều thành phần quần chúng

## Các nguyên tắc của đấu tranh bất bạo động
- Đây là một biện pháp hữu hiệu cho một khối đông yếu thế chống lại một thiểu số có quyền lực trong tay.
- Có nhiều phương thức đấu tranh bất bạo động nhưng tựu trung có thể bao gồm các nguyên tắc sau:

- Bất tuân dân sự: Tức là người tham gia đấu tranh có thể từ chối thực hiện những việc mà họ vẫn thường làm, hoặc được trông đợi sẽ làm, hoặc bắt buộc phải làm theo yêu cầu của luật pháp.
- Hành động cố ý thực hiện: Tức là người tham gia đấu tranh có thể thực hiện những việc mà họ thường không làm, hoặc không được trông đợi sẽ làm, hoặc bị cấm thực hiện như các cuộc đình công, biểu tình của dân chúng,...
- Thuyết phục và thương lượng: để bắt đối phương chấp nhận các điều kiện của mình. Điều này chỉ thực hiện ở giai đoạn cuối cùng, khi phe đối lập đã bị dồn vào thế phải nhượng bộ.

## Những phương cách hành động
- Nêu tội danh (Naming): Các tổ chức không chinh phủ, các cơ quan truyền thông, các quốc gia đơn lẻ, các tổ chức quốc tế có thể đóng vai trò quyết định trong việc nêu rõ nhưng vi phạm nhân quyền và việc không thực thi dân chủ của những tên độc tài. Họ có thể thu thập tin tức, trình bày từng trường hợp cá biệt và gây chú ý cho quần chúng. Amnesty International (Ân xá Quốc tế), Human Rights Watch và các tổ chức nhân quyền khác đóng một vai trò đặc biệt can đảm và quan trong lãnh vực này.
- Lên án (Shaming): Vào thời buổi văn hóa trở thành toàn cầu, các tên độc tài ít nhất cũng mong muốn bày tỏ tính cách chính thống của họ. Các thế lực quốc tế có thể phơi bày những hành động sấu xa của các bạo chúa và phủ nhận công khai những hành vi của họ.
- Cố vấn chiến lược (Strategic advice): Không phải tất cả mọi phương thức nào cũng áp dụng cho tất cả mọi trường hợp. Phần tìm hiểu học tập về những phương thức sẵn có giúp khai mở những đường hướng mới cho một phong trào. Những tổ chức bất bạo động đề nghị một số những phương thức phân phối thông tin, trong đó kể đến việc tán phát một tập san về chiến lược đấu tranh bất bạo động và chương trình phát thanh hướng dẫn đối kháng dân sự. Việc huấn luyện có tính cách quyết định.
- Vật liệu hỗ trợ cho những dự án đặc biệt (Material assistance for specific projects): Trong giai đoạn khởi sự, hỗ trợ là cần thiết, ví dụ để trang bị vật liệu in ấn và phân phối tin tức. Hỗ trợ tài chánh và các hỗ trợ vật chất khác để giúp các tổ chức xã hội dân sự làm việc và vận hành tốt là một việc làm cần thiết.

Tiến sĩ Gene Sharp, một viện sĩ của học viện Albert Einstein, đã tổng hợp kinh nghiệm đấu tranh bất bạo động hữu hiệu của nhiều dân tộc trên toàn thế giới đã đưa ra bảng liệt kê gần 200 phương cách đấu tranh trong cuốn sách From Dictatorship To Democracy của ông , bản tiếng Việt: Từ độc tài đến dân chủ.
Trên tổng thể, các phương cách này dựa vào 4 phương thức lớn sau:
1. Phương thức phản đối và thuyết phục bất bạo động, phương thức bất tuân dân sự.
2. Phương thức bất hợp tác kinh tế:
- Tẩy chay kinh tế
- Đình công

3. Phương thức bất hợp tác chính trị
4. Phương thức can dự bất bạo động.

## Các câu nói nổi tiếng
- " Dân chủ không thể có bằng sự ban ơn mà bằng sự đấu tranh."[8]

Luật sư Nguyễn Hữu Thọ (1910 – 1996), chủ tịch nước từ 04-1980 đến 07-1981

## Các sách, bài nên đọc
- Từ Độc Tài đến Dân Chủ Lưu trữ ngày 9 tháng 3 năm 2013 tại Wayback Machine(bản  dịch qua tiếng Việt)
- Tìm hiểu và Thảo Luận về Đấu tranh Bất Bạo Động
- From Dictatorship to Democracy (pdf) Lưu trữ ngày 9 tháng 2 năm 2006 tại Wayback Machine
- VỀ ĐẤU TRANH BẤT BẠO ĐỘNG CHIẾN LƯỢC(pdf) Lưu trữ ngày 21 tháng 10 năm 2012 tại Wayback Machine Robert L. Helvey, Viện Albert Einstein
- From dictatorship to democracy: a conceptual framework for liberation (Gene Sharp)
- The Politics of Nonviolent Action Lưu trữ ngày 3 tháng 8 năm 2011 tại Wayback Machine Gene Sharp, Viện Albert Einstein
- 198 Methods of Nonviolent Action Lưu trữ ngày 21 tháng 2 năm 2011 tại Wayback Machine Gene Sharp, Viện Albert Einstein
- Gewaltloser Widerstand (PDF) Lưu trữ ngày 7 tháng 3 năm 2019 tại Wayback Machine Martin Heidenreich (tiếng Đức)